# Gastropus minor
Gastropus minor är en hjuldjursart som först beskrevs av Rousselet 1892.  Gastropus minor ingår i släktet Gastropus och familjen Gastropodidae. Arten är reproducerande i Sverige. Inga underarter finns listade i Catalogue of Life.